# Натузиус, Филипп фон (политик)
Филипп фон Натузиус (4 мая 1842, Альтхальденслебен — 8 июля 1900, Берлин) — германский прусский политик, публицист и редактор, главный редактор так называемой «Крестовой газеты» («Kreuzzeitung»). Сын публициста Филлипа Натузиуса и детской писательницы Марии Натузиус.

## Биография
Образование получил в Гейдельберге и Галле, где изучал право, историю и сельское хозяйство. В 1866 году вступил во владение имением Гундисбург и в 1890 году продал его. С 1872 по 1876 год был главным редактором «Крестовой газеты», первоначально сотрудничавшей с Отто фон Бисмарком, но затем разошедшейся с ним из-за заказов на антисемитские и клеветнические статьи; после этого до 1879 года издавал «Reichsboten für den Mittelstand und die evangelischen Pastoren». В 1876 году участвовал в основании немецкой консервативной партии, находившейся в оппозиции к Бисмарку. В 1877—1878 годах состоял членом рейхстага от консерваторов (первый раз неудачно пробовал избраться в 1874 году). В 1878 году проиграл очередные выборы и ушёл из политики. В начале 1880-х годов был управляющим в имении князя Антона Гогенцоллерн-Зигмарингена, в 1885 году переехал в Рудольштадт и начал работать над Немецкой консервативной энциклопедией, но до конца жизни успел подготовить только три её тома. Был противником эмансипации женщин, придерживался консервативных протестантских взглядов.
Главные работы: «Konservative Partei und Ministerium» (Берлин, 1872), «Die Zivilehe» (1872), «Ständische Gliederung und Kreisordnung» (1872) и «Konservative Position» (1876).